# Mesohàbitat
Un mesohàbitat en ecologia és el nom que rep l'hàbitat amb un moderat o equilibrat subministrament d'aigua, en oposició als xerohàbitats (més secs) i hídrics (més humits). El llindar entre els tres tipus no sempre és lineal. Exemples de mesohàbotats són els boscos temperats, prats humits, pastures, aqüífers, camps de regadiu i hàbitats d'alta muntanya. Aquests hàbitats prevenen eficaçment la sequera quan la terra dels cims més alts s'escalfa a causa d'un canvi estacional o d'un altre tipus.
Un mesohàbitat en bones condicions actua com una esponja que emmagatzema l'aigua de tal manera que pugui ser dipositada en hàbitats vius quan es necessària. També proporciona plantes i insectes per als organismes que pertanyen a nivells tròfics superiors, com ara galls fers.
Els mesohàbitats es troben amenaçats per diverses activitats humanes com la dessecació per a la seva conversió en granges, encara que hi ha molts esforços de conservació. Al 2010, uns 1474 grangers es varen associar amb la Sage Grouse Initiative, sota el Departament d'Agricultura dels EUA per tal de protegir unes 5.6 milions d'hectàrees de mesohàbitat.